# Вестник гражданского права
Вестник гражданского права — юридический журнал, выходил в Петрограде с января 1913 по весну 1917 года под издательством М. М. Винавера.

## Авторы, участники
К изданию журнала были также привлечены профессора Д. Д. Гримм, В. Б. Ельяшевич, А. Э. Нольде, М. Я. Пергамент и И. А. Покровский.
Редакторами журнала являлись: В. С. Елпатьевский, а с шестого номера 1913 года С. К. Кручинин.
Среди авторов журнала можно выделить М. И. Бруна, Васьковского, А. В. Венедиктова, Ю. С. Гамбарова, А. Г. Гойхбарга, В. М. Гордона, В. Л. Исаченко, М. И. Мыша, И. Б. Новицкого, Е. А. Флейшиц, Т. М. Яблочкова, Г. Н. Штильман и других правоведов.

## Разделы журнала
- Журнал, как правило, открывался статьей, посвященной жизни и научному наследию ученого, внесшего значительный вклад в исследование проблем гражданского права, процесса или международного частного права.

Так, в первом номере журнала за 1913 год помещены статьи памяти Г. Ф. Шершеневича и И. Е. Энгельмана, то, например, в номерах за 1914 год вспоминали выдающегося немецкого процессуалиста Конрада Гелльвига, видного австрийского цивилиста Иосифа Унгера и немецкого ученого Людвига Бара.
- Статьи, посвященные обсуждению состояния гражданского права в России.

М. М. Винавер стремился сделать журнал трибуной для обсуждения злободневных сторон правовой жизни. Например, в статье В. Б. Ельяшевича «Купля-продажа в рассрочку» о состоянии законодательства по рассматриваемому вопросу сказано так: «Едва ли в истории русского гражданского законодательства найдется второй закон, с которым было бы связано столько недоразумений и недоумений, как с законом 9 февраля 1904 г. о купле-продаже в рассрочку. Поистине, какой-то недоуменный закон!» (№ 1, 1913. С. 40).
И. М. Рабинович в статье с говорящим названием «Неустойчивость сенатской практики по железнодорожным делам» дает ей такую оценку: «Наша кассационная практика вообще не отличается особенным постоянством и согласованностью решений. Но в области железнодорожных дел этого непостоянства и несогласованности едва ли не больше, чем в какой бы то ни было другой» (№ 6, 1913. С. 50).
Однако журнал не замыкался только на вопросах гражданского права. Также в журнале печатались статьи, посвященные гражданскому процессу (статьи В. Л. Исаченко), международному частному праву (статьи М. И. Бруна)., а также обзоры сенатской судебной практики.
- Рубрика «Заметка»

Эта рубрика посвящалась обсуждению какого-либо частного значимого вопроса.
- Рубрика «Законодательные материалы»

В этой рубрике рассматривалась история принятия законов в законодательных учреждениях.

## Периодичность, история
Журнал являлся ежемесячным периодическим изданием с перерывом выпуска на июнь — сентябрь каждого года, в среднем включал в себя 150—170 страниц. В 1917 году вышло только три номера.
В последнем номере (март 1917 года) М. М. Винавер высказал надежду на создание после переворота государства, основанного на правовых началах. Однако после традиционного летнего перерыва журнал уже не выпускался.